# Афанасий (Миславский)
Афана́сий Мисла́вский или Афана́сий Милосла́вский (ум. 1714, Киев) — архимандрит Киево-Печерской лавры.
Сведения об Афанасии скудные. Афанасий был наместником Чолнского Спасского монастыря, потом был наместником в Свенском монастыре с 1692 по 1695 год.
В 1684 году Афанасий, являясь наместником Чолнского монастыря, вместе с иеромонахом Иоанном Максимовичем, печерским казначеем Филаретом Леневичем, соборным писарем иеродиаконом Гавриилом Филипповичем и с другими лицами в составе делегации ездил в Москву ходатайствовать перед патриархом Иоакимом о признании новоизбранного лаврского архимандрита Варлаама Ясинского.
С 20 июля 1710 года по 1714 год Афанасий архимандрит Киево-Печерской лавры.
Митрополит Евгений и архиепископ Филарет считали его автором книги «Ифика иерополитика, или Философия нравоучительная символами и приуподоблении изъясненна к наставлению и пользе юным» (Киев, 1712). П. П. Пекарский был в этом не уверен.
Афанасию принадлежит посвящение к «Алфавиту духовному» (Киев, 1713), отличающееся низкопоклонным восхвалением киевского губернатора, князя Д. М. Голицына.